# Menesia nigricornis
Menesia nigricornis là một loài bọ cánh cứng trong họ Cerambycidae.